# باول سميث (كاتب)
باول سميث (بالإنجليزية: Paul Smith)‏ هو كاتب سيناريو بريطاني، ولد في 18 نوفمبر 1961 في لندن في المملكة المتحدة.

## وصلات خارجية
- بول سميث على موقع IMDb (الإنجليزية)
- بول سميث على موقع قاعدة بيانات الفيلم (الإنجليزية)